# 2018年9月中國大陸

## 9月1日
- 开学前夕，湖南省衡阳市耒阳有学生家长不满政府将城区公立小学的学生搬迁至郊区一间濒临倒闭的私立小学，到市委大楼抗议，随后引发警民冲突[1]。

## 9月3日
- 江西万安县部分学生在学校吃完午餐后腹痛，其中3名学生被诊断为食物中毒和急性肠胃炎，万安县决定9月4日起，暂停原中标企业(珍百味公司)统一供餐，改为学校自主供餐[2]。珍百味餐饮服务有限公司被停产、停业，负责人被控制[3]。

## 9月5日
- 中国非洲猪瘟（African Swine Fever）疫情在多個省市的連珠爆發，四个省份據計撲殺超過2.4萬頭生豬。聯合國糧農組織召開亞洲九國專家緊急會議，以防疫情從中國蔓延到周邊國家[4][5]。

## 9月6日
- 一名31歲母親聲稱被國資入股的P2P平台騙去近百萬元，維權無門，反遭特勤人士暴力打壓，對當局徹底失去信心下寫下遺書自盡，遺下年幼孩子[6][7]。

## 9月11日
- 財經網站“網易財經”發表公告，宣布自正午停止更新財經頻道，以進行深入全面整改，整頓違規行為。輿論猜測是因早前就《個人所得稅法修正案》發表評論，而被當局勒令整改[8]。

## 9月12日
- 湖南衡东县洣水镇晚间有一辆SUV车冲入镇滨江广场人群，据报有43人被司机撞伤、斩伤，3人死亡[9]。
- 英国说唱歌手Dua Lipa上海晚间演唱會，据现场歌迷反映，演唱会期间保安不让歌迷站起来听歌，保安大骂歌迷还向其竖中指，最后多名保安上阵将歌迷拉拽抬离现场并摔在地上，现场一度混乱，Dua Lipa在台上有注意到场下的情况，交涉无果，最后在演唱会结束时，更在台上落泪[10][11]。

## 9月19日
- 上午，永州—深圳北G6078列车上，一女乘客车票的座位是靠过道的10D，但上车后执意坐在靠窗的10F上[12]。这是中国铁路客运服务中，常见的火车霸座现象。

## 9月25日
- 25日、26日，上海市第一中级人民法院对“快鹿系”集资诈骗案进行一审。此案非法集资数额达400亿，投资人实际损失过百亿。在2015年来的网络借贷产生的非法集资案中，非法集资数额仅次于e租宝。

## 9月26日
- 上海市长宁区人民法院公开开庭审理上海携程亲子园虐童案。

## 9月29日
- 中央外事工作委员会办公室主任杨洁篪在北京会见哥斯达黎加前总统奥斯卡·阿里亚斯·桑切斯[13]。

## 9月30日
- 美國海軍迪凱特號導彈驅逐艦在中國南海島礁鄰近海域航行，中國解放軍海軍170艦對美艦予以警告驅離，有報道指兩艦最近時雙方距離僅有約13米[14][15][16]。